# 너와 나의 최후의 전장, 혹은 세계가 시작되는 성전

《너와 나의 최후의 전장, 혹은 세계가 시작되는 성전》(일본어: キミと僕の最後の戦場、あるいは世界が始まる聖戦)는 사자네 케이가 원작한 일본의 라이트 노벨 소설 작품이다. 후지미 판타지아 문고(KADOKAWA)에서 2017년 5월부터 간행 중이다. 단행본은 KADOKAWA에서 2021년 10월 기준으로 본편 12권, 단편집 2권이 간행했다. 만화는 전 7권 총 43화로 나왔다. 

## 줄거리
고도의 과학력을 가진 제국에 소속하는, 사상 최연소로 제국의 최고 전력인 사도성으로 선택된 이스카 .마녀의 나라라고 경외받는 네뷸리스 황청의 제2공주이며, 빙화의 마녀로 칭해져 황청최강으로 칭해지는 앨리스리제. 전쟁터에서 만난 두사람은 격전속에서 서로를 서로의 숙적으로 인정한다.
두 사람이 중립도시에서 다시 만나자 이스카는 앨리스의 아름다움과 고결함에 마음을 빼앗기고 앨리스는 이스카의 강인함과 삶에 끌리기 시작한다. 그렇게 몇 번이나 우연한 만남을 거듭하면서 서로가 세계 평화를 원하고 있음을 알게 된다. 그러나 제국과 황청, 적대국 소속의 두 사람이 함께 가는 것은 허용되지 않으며, 서로를 타도하고 각각이 지향하는 세계 평화를 향한 초석으로 삼을 것을 선택한다.